# Power of the Dragonflame
Power of the Dragonflame é o quinto álbum de estúdio da banda italiana de power metal sinfônico Rhapsody of Fire, foi lançado em 2002 pela gravadora Limb Music Products. Em 2017, o portal Loudwire o elegeu como o 9º melhor disco de power metal de todos os tempos.

## Lista de Faixas
Todas as letras foram compostas por Alex Staropoli e Luca Turilli.
| N.º            | Título | Duração                    |  |
| 1.             | "In Tenebris" ("Na Escuridão") | 1:29                       |  |
| 2.             | "Knightrider of Doom" | 3:57                       |  |
| 3.             | "Power of the Dragonflame" | 4:27                       |  |
| 4.             | "The March of the Swordmaster" | 5:04                       |  |
| 5.             | "When Demons Awake" | 6:47                       |  |
| 6.             | "Agony Is My Name" | 4:58                       |  |
| 7.             | "Lamento Eroico" ("Grito Heróico") | 4:39                       |  |
| 8.             | "Steelgods of the Last Apocalypse" | 5:49                       |  |
| 9.             | "The Pride of the Tyrant" | 4:53                       |  |
| 10.            | "Gargoyles, Angels of Darkness" I. "Angeli di Pietra Mistica" ("Anjos de Pedra Mística") II. "Warlords' Last Challenge" III. "...And the Legend Ends..." | 19:03 - 9:56 - 1:25 - 7:42 |  |
| Duração total: | Duração total: | 61:06                      |  |

| Edição limitada | |                            |  |
| N.º             | Título | Duração                    |  |
| 10.             | "Rise from the Sea of Flames" | 3:56                       |  |
| 11.             | "Gargoyles, Angels of Darkness" I. "Angeli di Pietra Mistica" ("Anjos de Pedra Mística") II. "Warlords' Last Challenge" (instrumental) III. "...And the Legend Ends..." | 19:03 - 9:56 - 1:25 - 7:42 |  |
| Duração total:  | Duração total: | 65:02                      |  |

## Paradas
| Parada (2002)                         | Posição mais alta |
| ------------------------------------- | ----------------- |
| Finlândia (Suomen virallinen lista)   | 31                |
| França (SNEP)                         | 34                |
| Alemanha (Offizielle Deutsche Charts) | 30                |
| Itália (FIMI)                         | 15                |
| Suécia (Sverigetopplistan)            | 29                |

## Integrantes
- Luca Turilli - guitarra
- Fabio Lione - vocal
- Alex Staropoli - teclado
- Sascha Paeth - baixo
- Thunderforce - bateria

Alex Holzwarth apenas aparece no encarte, mas não gravou nenhuma das partes de bateria. Assim como Alessandro Lotta que apenas apareceu no videoclipe da canção "Power of the Dragonflame"